# Hyundai Accent
Der Hyundai Accent ist ein seit Frühjahr 1994 von Hyundai hergestelltes Pkw-Modell. Er löste den Vorgänger Hyundai Pony ab und ist zwischen der Fahrzeugklasse der Kleinwagen und der Kompaktklasse positioniert. Der Hyundai Accent war das nach dem Hyundai S-Coupé zweite Fahrzeug mit einem selbst entwickelten Motor, während die Vorgängermodelle mit Mitsubishi-Motoren ausgestattet waren.

## X3 (1994–2000)
| Sonstige Messwerte  | Sonstige Messwerte |
| ------------------- | ------------------ |
| Euro NCAP-Crashtest | [ 1 ]              |
| US NCAP-Crashtest   | [ 2 ]              |

Im Spätsommer 1994 wurde der Accent als Nachfolger des Pony auf den deutschen Markt gebracht. Es war das erste komplett selbständig entwickelte Modell des Herstellers und übernahm keine Elemente des Vorgängers.
Grund der Neuentwicklung von Bodengruppe, Fahrwerk und Karosserie waren die rapide gesunkenen Verkaufszahlen des Vorgängers in den USA, die Hyundai auf Qualitätsprobleme zurückführte. Das Projektmanagement wurde daher so umgestellt, dass nun ein Fahrzeugentwickler das Projekt leitete, dem gleichzeitig Budgetkompetenzen gegeben wurden.
Die Entwicklung dauerte insgesamt 52 Monate, kostete 430 Millionen US-Dollar und endete mit dem Marktstart im April 1994.

### Ausstattung
Es gab verschiedene Ausstattungen wie LS, GS, GLS und GT. Die LS-Variante war dabei das Basismodell mit manuellen Fensterhebern, mechanischer Verstellung von Heizung/Lüftung (die höheren Ausstattungsvarianten hatten ein durch Unterdruck gesteuerte Verstellung) und einen Fahrersitz ohne Höhenverstellung.
Die GT-Version gab es nur mit dem 1,5-Liter-Motor mit 73 kW (99 PS). Sie war gleichzeitig die Topausstattung und beinhaltete eine straffere Fahrwerks-Abstimmung, 14-Zoll-Alufelgen, ABS, Heckspoiler, Nebelscheinwerfern, Klimaanlage und ein Musiksystem mit 4 Lautsprechern. In den einfacheren Ausstattungen waren Teile dieses Pakets enthalten oder optional erhältlich wie z. B. die Klimaanlage. Später folgten auch Sondermodelle (w. z. B. „Cool & Comfort“, „Live“).
Sicherheitsseitig war ab Markteinführung ein Fahrerairbag serienmäßig, ab September 1995 auch ein Beifahrerairbag. Ab April 1998 enthielt die Serienausstattung auch das ABS.
Im Februar 1997 wurde in Südkorea ein Facelift am Accent vorgenommen, welches erst im April 1998 für den europäischen Markt eingeführt wurde. Optisch ist es an weißgefärbten, horizontal angeordneten Blinkern am Heck sowie geänderter Front- und Heckschürzen erkennbar.

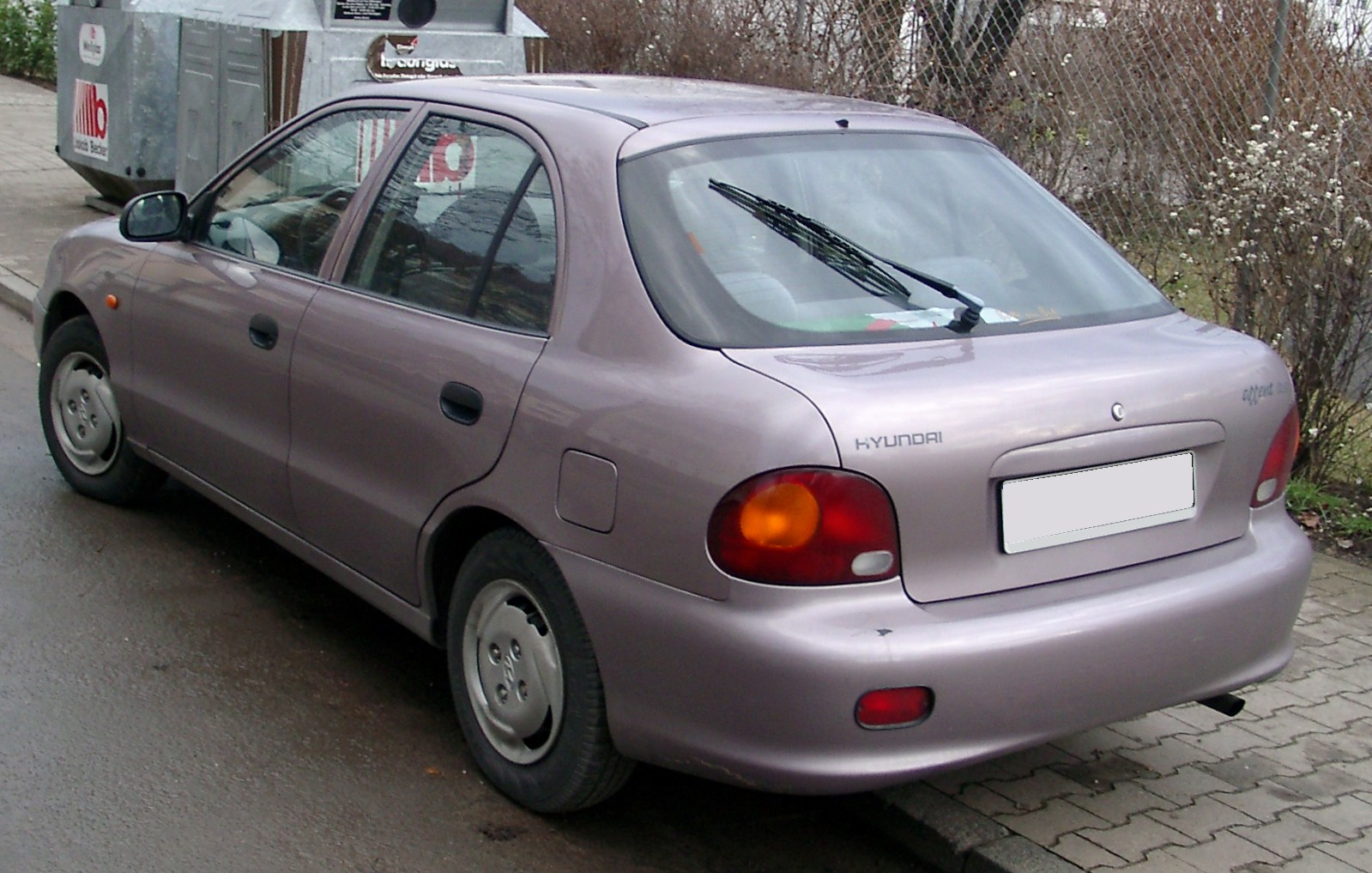
Hyundai Accent Fünftürer (1994–1997)
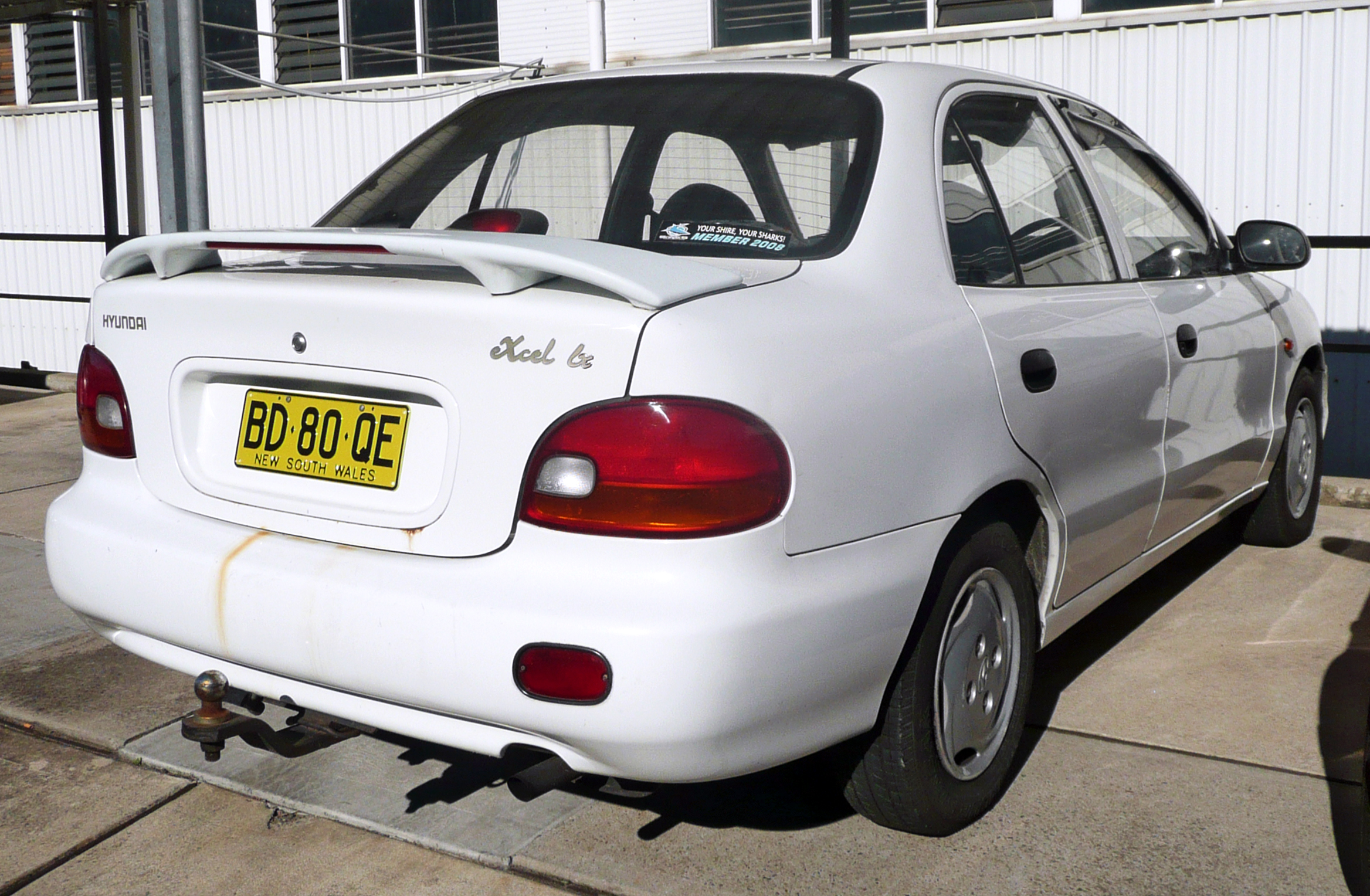
Hyundai Accent Stufenheck (1994–1997)
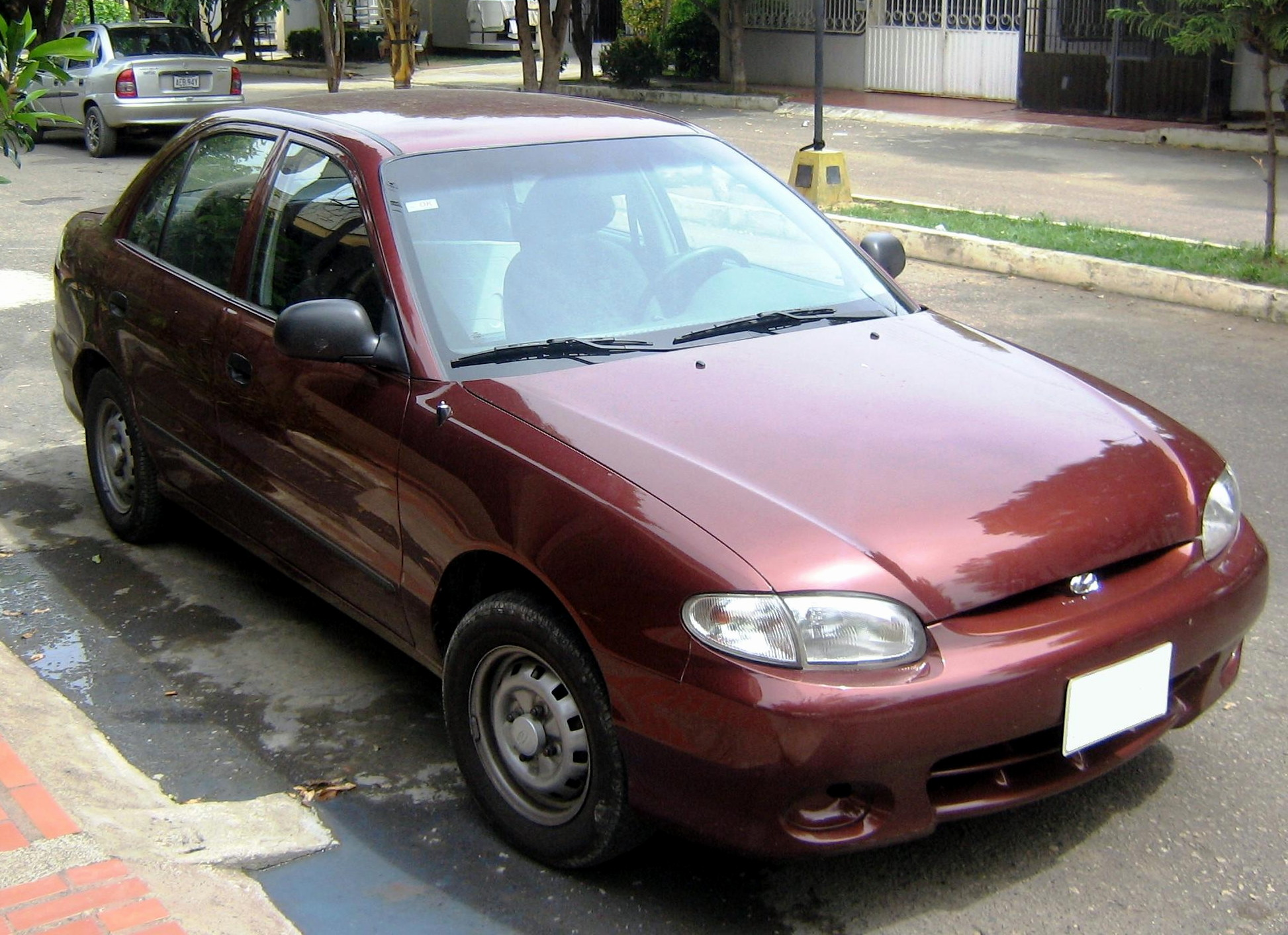
Hyundai Accent Stufenheck (1997–2000)

Zwischen 2002 und 2006 hatte die erste Generation auch ein venezolanisches Schwestermodell namens Dodge Brisa.

### Motoren
Die Motoren sind seit September 1996 alle nach Euro 2 zertifiziert, der 1,5 Liter war es zuvor nicht. Der 1,5 Liter war vor der Modellpflege 1997 auch mit einer 4-Stufen-Automatik erhältlich, nach der Modellpflege wechselte diese Option zum 1,3 Liter-Motor. In der Tabelle sind nur Angaben zum Schaltgetriebe enthalten.
In wenige Exportländer sind der 1,3-Liter-Modelle mit eine Vergaser ausgerüstet. Diese Fahrzeuge hat eine Leistung von 70 PS (51 kW).
| Modell | Hubraum  | Ventile | Leistung                     | Max. Drehmoment       | 0–100 km/h | Vmax     | Bauzeit   | Motorcode |
| ------ | -------- | ------- | ---------------------------- | --------------------- | ---------- | -------- | --------- | --------- |
| 1.3    | 1341 cm³ | 12      | 44 kW (60 PS) bei 5000 min−1 | 105 Nm bei 2450 min−1 | 16,9 s     | 155 km/h | 1994–2000 | G4EH      |
| 1.3    | 1341 cm³ | 12      | 55 kW (75 PS) bei 5000 min−1 | 118 Nm bei 3100 min−1 | 12,8 s     | 175 km/h | 1994–2000 | G4EH      |
| 1.5    | 1495 cm³ | 12      | 67 kW (91 PS) bei 5500 min−1 | 130 Nm bei 3050 min−1 | 11,7 s     | 173 km/h | 1994–2000 | -         |
| 1.5    | 1495 cm³ | 16      | 73 kW (99 PS) bei 5900 min−1 | 134 Nm bei 4700 min−1 | 10,5 s     | 180 km/h | 1995–2000 | G4ER      |

### Sicherheit
Der Hyundai Accent (X3) wurde im Folksam-Report 2005 gemeinsam mit dem Toyota Yaris (XP10) als sicherstes Auto seiner Größenklasse ermittelt.

## LC (2000–2005)
| Sonstige Messwerte  | Sonstige Messwerte |
| ------------------- | ------------------ |
| CO2-Emission:       | 150–191 g/km       |
| Euro NCAP-Crashtest | nicht durchgeführt |
| US NCAP-Crashtest   | [ 8 ]              |

Die im Januar 2000 präsentierte zweite Generation des Accent wurde eine halbe Klasse größer im Kompaktwagensegment positioniert. Erstmals war der Accent mit einem Dieselmotor erhältlich (Dreizylinder-Common Rail von VM Motori).
In Deutschland wurden nur die drei- und fünftürigen Schrägheckvarianten offiziell importiert. Die viertürigen Stufenheckmodelle der Erstversion erreichten Deutschland dennoch in nicht unerheblicher Stückzahl als EU-Import aus Südeuropa.
Im Februar 2003 erfolgte eine Modellpflege (LC2), die mit einer in dieser Klasse außergewöhnlichen Serienausstattung, einem Diesel und einem saubereren Benzinmotor aufwartete.
Mitte 2005 wurde die Produktion des Accent zunächst eingestellt und vorläufig folgte kein neues Modell gleichen Namens. In Russland hingegen wurde die Produktion des Hyundai Accents erst 2005 von der TagAZ aufgenommen und ist dort seither fast unverändert in Produktion. Es handelt sich dabei allerdings dabei um die Erstausführung von Anfang 2000 bis Anfang 2003.
In Mexiko und Venezuela wurde der Accent LC unter dem Namen Dodge Verna montiert.

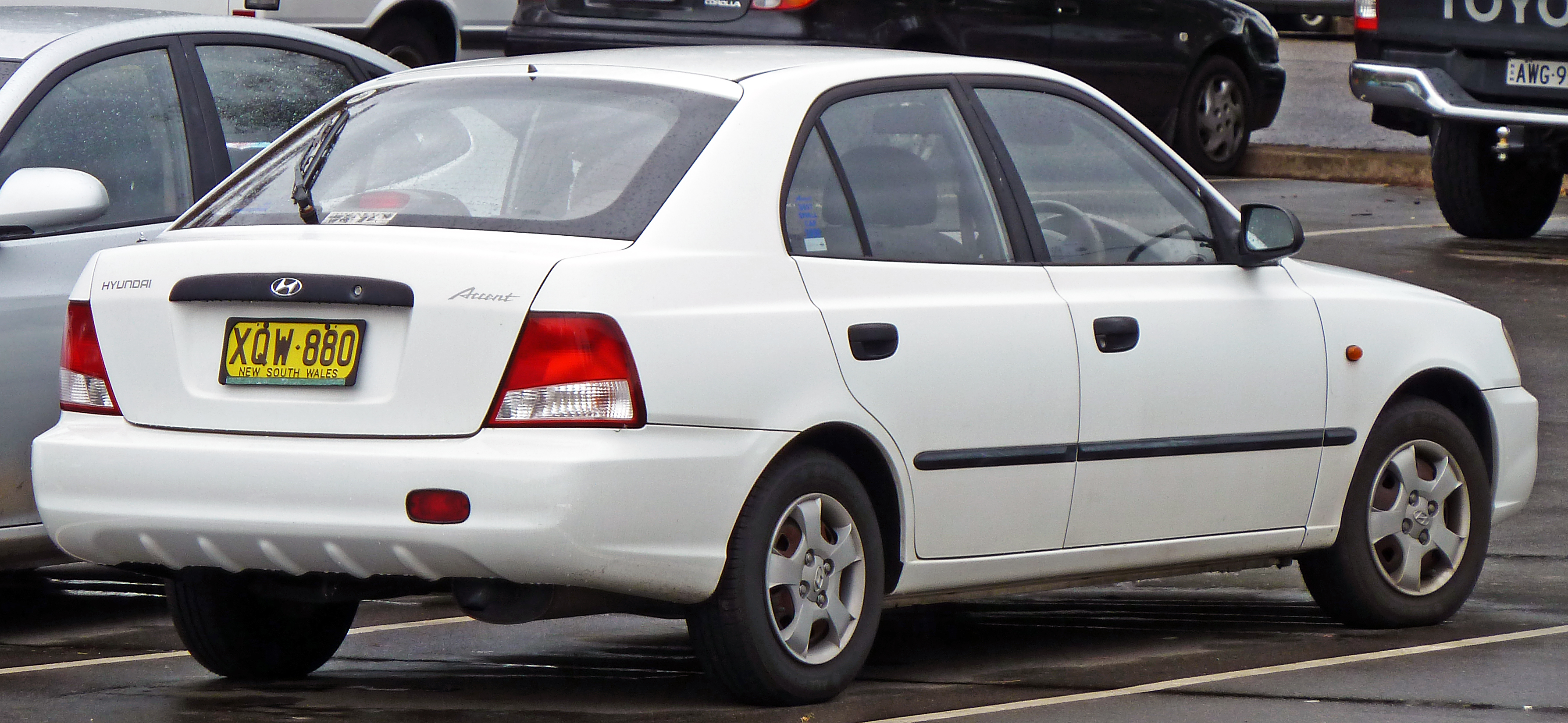
Heckansicht
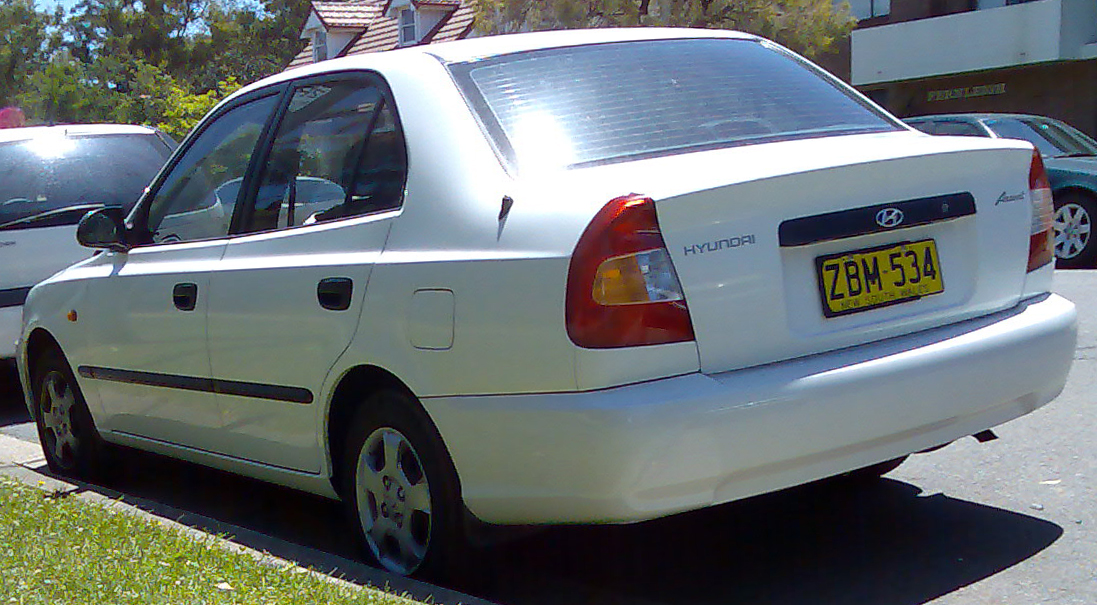
Hyundai Accent Stufenheck (2000–2003)
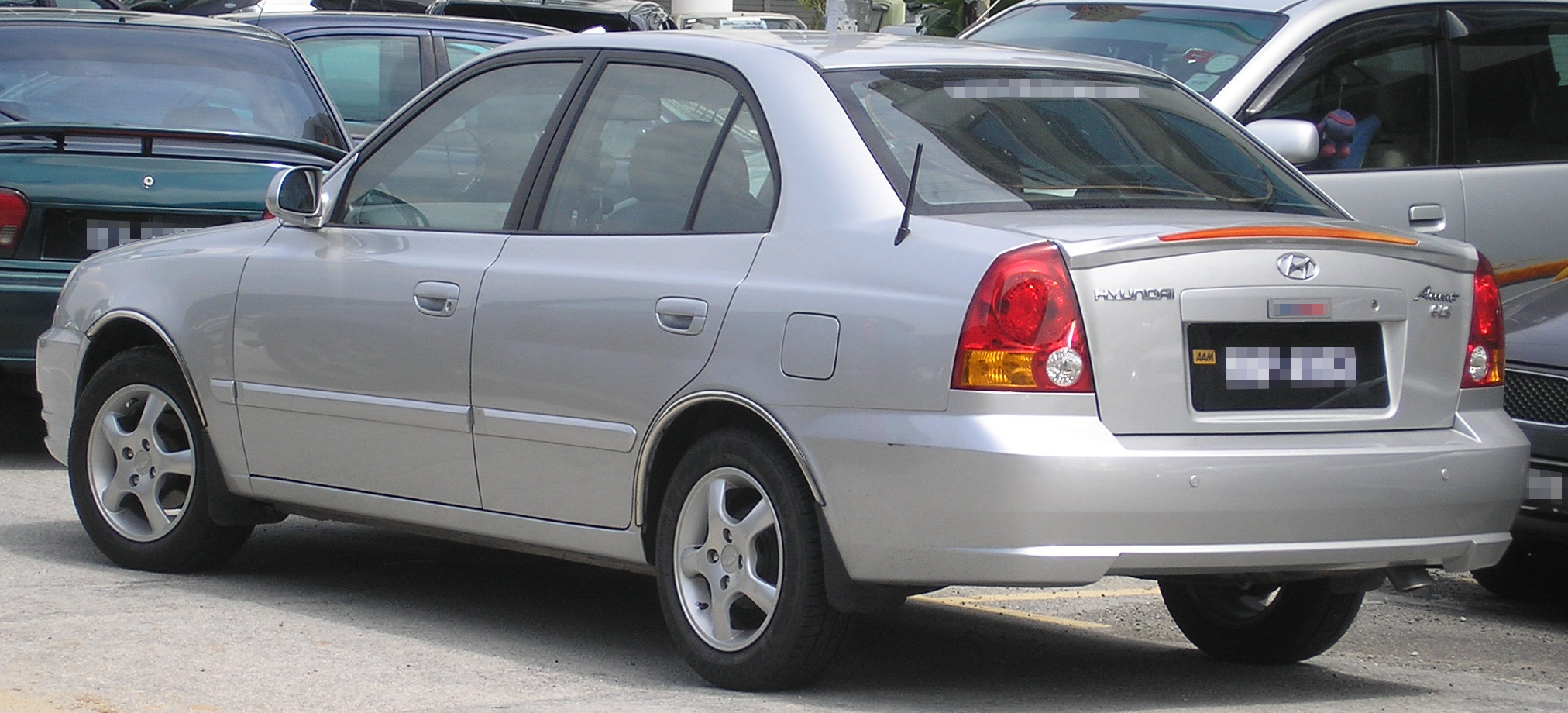
Hyundai Accent Stufenheck (2003–2005)
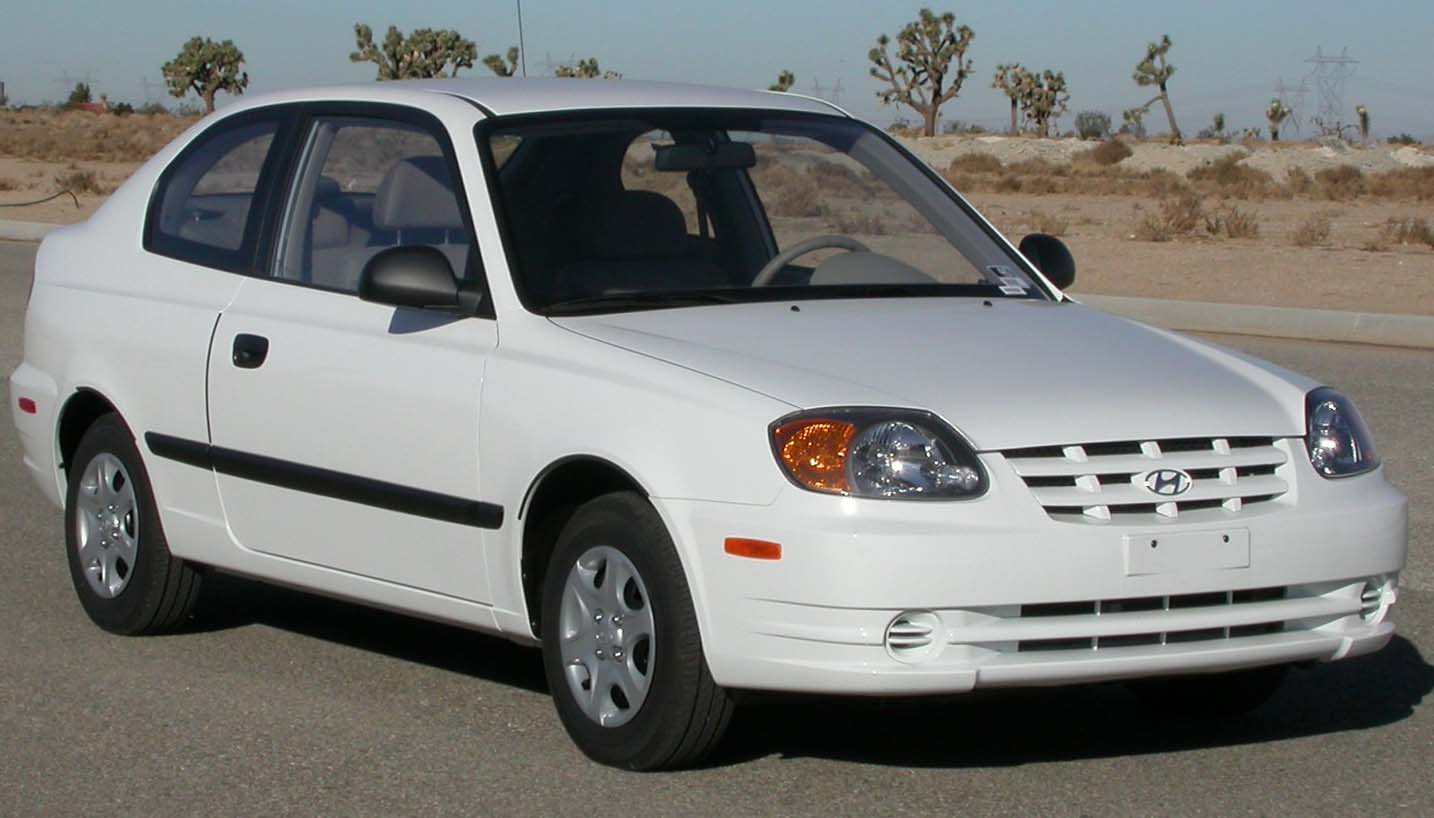
Hyundai Accent Dreitürer (2003–2005)
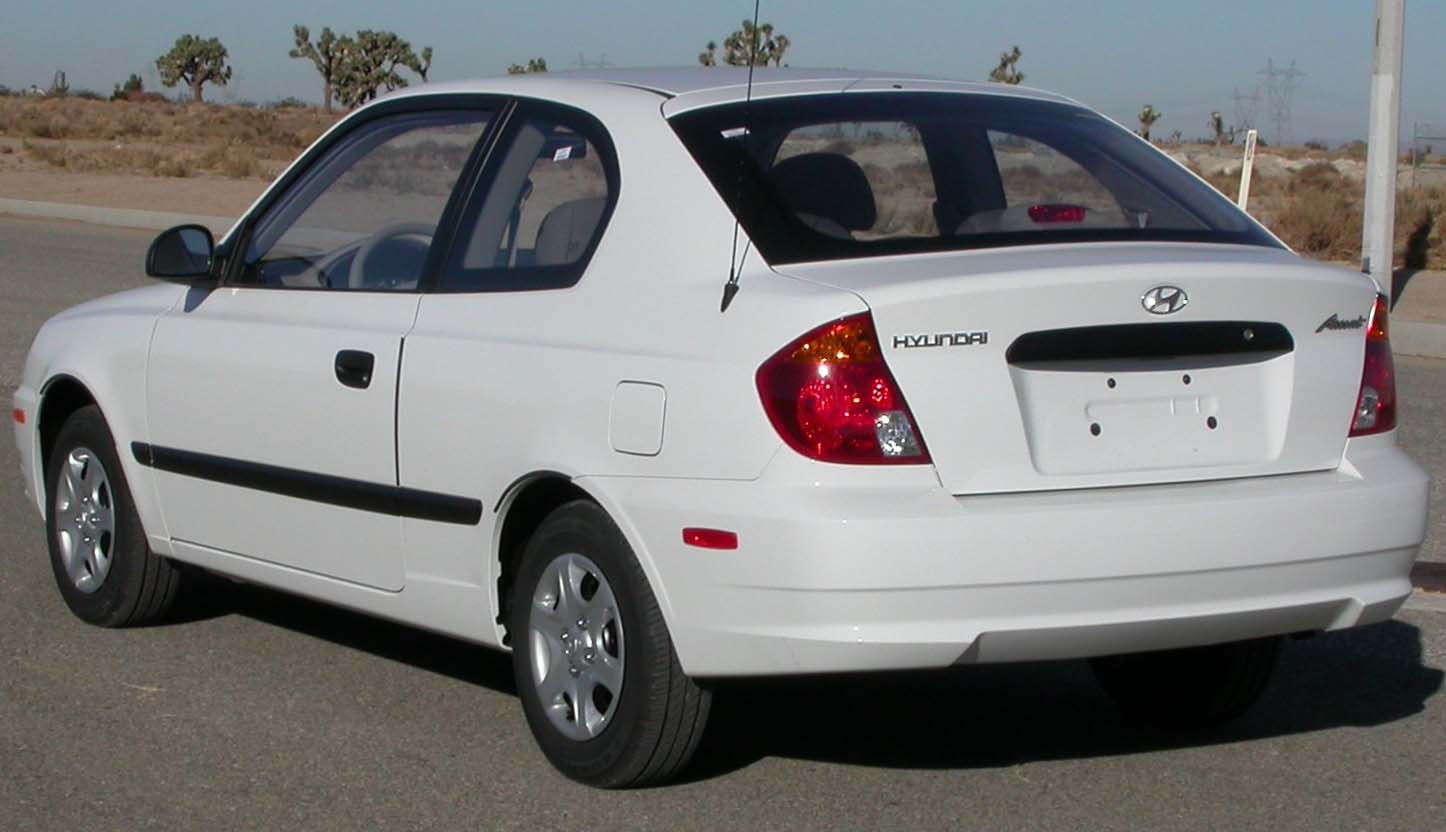
Heckansicht
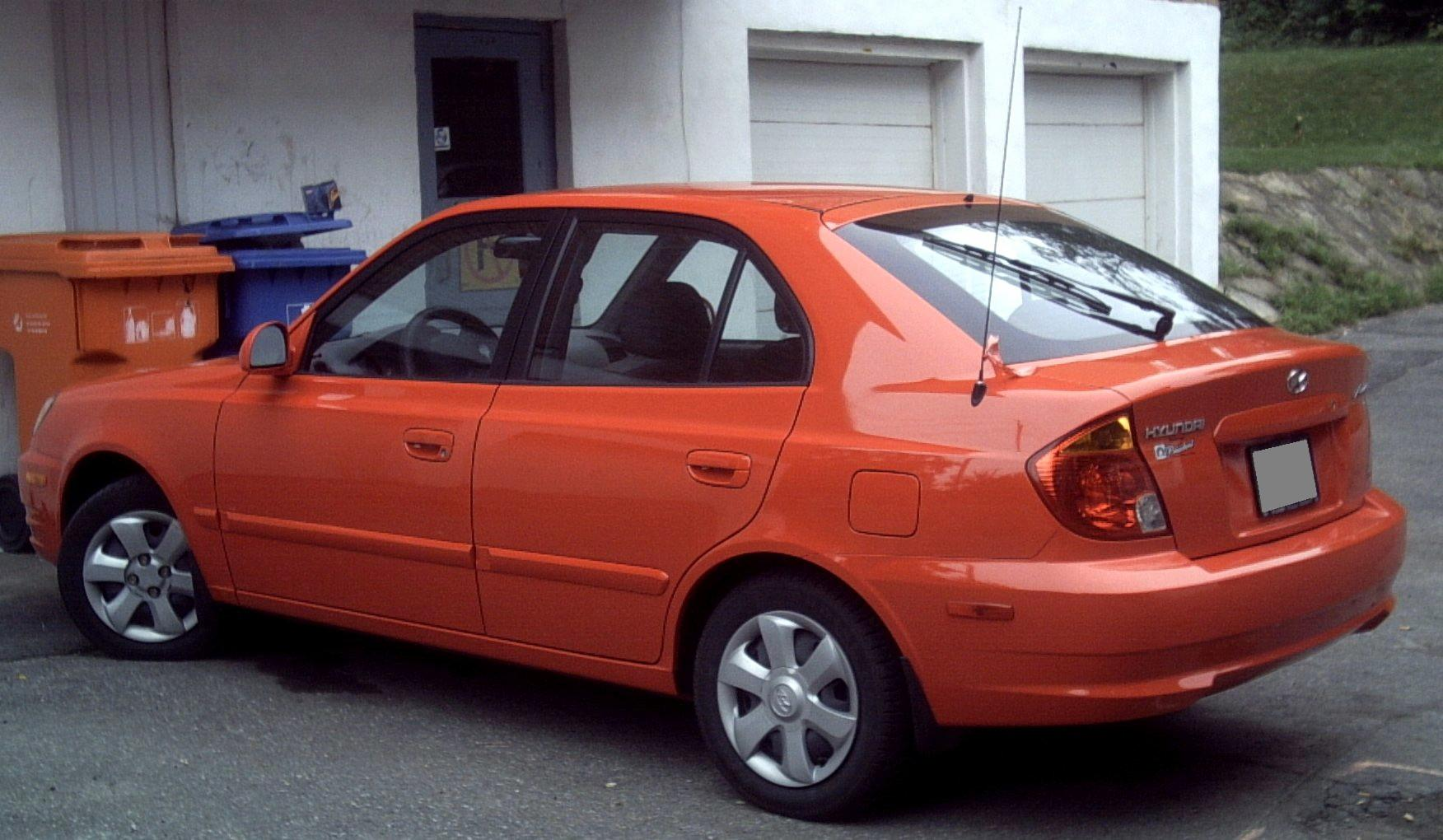
Hyundai Accent Fünftürer (2003–2005)

### Ausstattung
Sicherheitsseitig verfügten alle deutschen Modelle über zwei Front- und Seitenairbags sowie ABS. Ein Fahrschemel trägt den Motor, das Lenkgetriebe und die vorderen Querlenker. Dies verbessere die passive Sicherheit und trage durch die Entkopplung des Schemels über Gummielemente zu einem niedrigen Geräuschpegel bei. Das Fahrwerk verfügt über eine Mehrlenkerhinterachse.
Ab der mittleren Ausstattung GS waren ein für diese Klasse erwähnenswerter, zweifach höhenverstellbarer Fahrersitz mit Lendenwirbelstütze sowie elektrisch verstell- und beheizbare Außenspiegel enthalten. Mit der Modellpflege 2003 kamen serienmäßig eine Klimaanlage, eine zuvor nicht erhältliche Funkfernbedienung, ein Bordcomputer mit Reichweiten-, Außentemperatur und Durchschnittsverbrauchsanzeige sowie ein vollwertiger Drei-Punkt-Gurt für den mittleren Sitz der Rückbank hinzu. Eine automatische Türentriegelung bei Unfällen ergänzte die Sicherheitsausstattung. Hierzu wurde auch die Bremsanlage verstärkt und Lenkung sowie Fahrwerk „präziser“ eingestellt.

### Motoren
| Modell      | Hubraum  | Zylinder | Ventile | Leistung                      | Max. Drehmoment            | Verbrauch                   | 0–100 km/h    | Bauzeit   | Motorcode |
| ----------- | -------- | -------- | ------- | ----------------------------- | -------------------------- | --------------------------- | ------------- | --------- | --------- |
| Ottomotoren |          |          |         |                               |                            |                             |               |           |           |
| 1.3         | 1341 cm³ | 4        | 12      | 55 kW (75 PS) bei 5400 min−1  | 114 Nm bei 3000 min−1      | 7,1 l/100 km 1 8,4 l/100 km | 14,7 s 15,1 s | 2000–2003 | G4EA      |
| 1.3         | 1341 cm³ | 4        | 12      | 63 kW (84 PS) bei 5500 min−1  | 119 Nm bei 3000 min−1      | 5,9 l/100 km 1 7,3 l/100 km | 12,9 s 15,1 s | 2003–2005 | G4EA      |
| 1.5         | 1495 cm³ | 4        | 12      | 66 kW (90 PS) bei 5600 min−1  | 130 Nm bei 3050 min−1      |                             | 11,5 s        | 2000–2003 | G4EB      |
| 1.5         | 1495 cm³ | 4        | 16      | 75 kW (102 PS) bei 5900 min−1 | 134 Nm bei 4700 min−1      | 6,8 l/100 km 1 7,6 l/100 km | 10,5 s 12,8 s | 2000–2003 | G4EC-G    |
| 1.6 2       | 1599 cm³ | 4        | 16      | 77 kW (105 PS) bei 5800 min−1 | 143 Nm bei 3000 min−1      |                             | 10,3 s        | 2003–2005 | G4ED-G    |
| Dieselmotor |          |          |         |                               |                            |                             |               |           |           |
| 1.5 CRDi    | 1493 cm³ | 3        | 12      | 60 kW (82 PS) bei 4000 min−1  | 187 Nm bei 1900–2700 min−1 | 5,5 l/100 km                | 14,0 s        | 2003–2005 | -         |

Die Motoren sind nach Euro 3 zertifiziert, der Benzinmotor ab der Modellpflege nach Euro 4. Alle Benzinmotoren waren mit einer Vier-Stufen-Automatik kombinierbar.

### Accent WRC

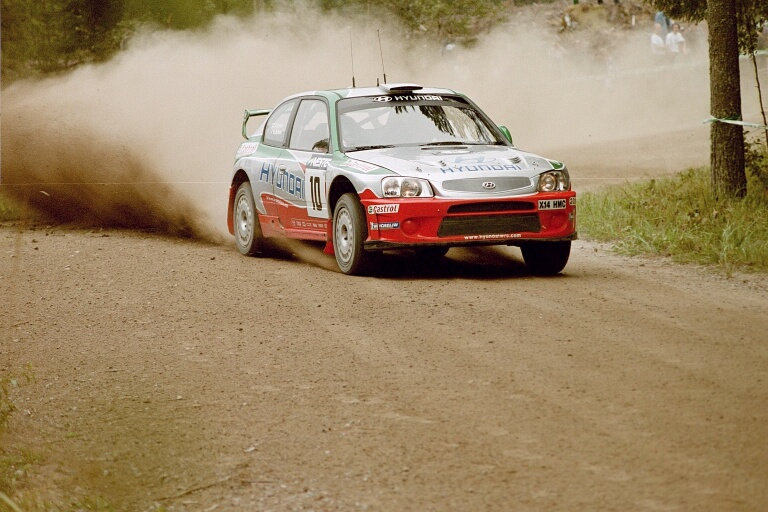
Kenneth Eriksson im Accent WRC bei der Rallye Finnland 2001

Zur Rallye-WM-Saison 2000 entwickelte Hyundai auf Basis der neuen Generation den Hyundai Accent WRC. Das Rallyefahrzeug besaß gemäß Reglement einen wassergekühlten 2,0-Liter-Vierzylindermotor mit Turboaufladung, der rund 300 PS und 520 Nm produzierte. Das Debüt erfolgte zum zweiten Meisterschaftslauf bei der Rallye Schweden im Februar 2000. Der erste Wertungsprüfungssieg gelang dem Hyundai World Rally Team im Juli desselben Jahres auf WP18 der Rallye Neuseeland – Te Akau South. Die beste Gesamtplatzierung in Hyundais Debütsaison wurde mit dem 4. Platz beim vorletzten Lauf, der Rallye Australien, erzielt. Am Ende der Saison kam das Hyundai World Rally Team nicht über 8 Punkte hinaus und belegte bei der Teamwertung den sechsten von sieben Plätzen – punktgleich mit dem letztplatzierten Team Škoda Motorsport. Der einzige Hyundai-Pilot mit Punkten in der Fahrerwertung war der Schwede Kenneth Eriksson mit 5 Punkten. Die beiden weiteren Fahrer Alister McRae und Michael Guest blieben erfolglos. In der WRC-Saison 2001 konnte Hyundai das beste Ergebnis des Vorjahres mit einem 4. Platz bei der Rallye Großbritannien wiederholen, bei der darüber hinaus der zweite und letzte WP-Sieg des Jahres eingefahren wurde. Am Ende der Saison stand das Hyundai WRT mit 17 Punkten erneut auf dem 6. Platz in der Herstellerwertung. In der Rallye-Weltmeisterschaft 2002 nahm Hyundai erstmals an jedem Saisonlauf teil, erzielte drei WP-Siege, einen besten 5. Platz bei der Rallye Neuseeland und belegte am Ende des Jahres mit acht Punkten Platz 4 in der Herstellerwertung – jeweils einen Punkt vor den beiden Verfolgern von Škoda Motorsport und Mitsubishi Ralliart. Im Jahr darauf zog sich das Hyundai World Rally Team nach dem zehnten Lauf in Folge von ungeklärten Vertragsstreitigkeiten mit der Hyundai Motor Corporation während der laufenden Saison aus der Rallye-Weltmeisterschaft zurück.
Von den 25 gebauten Chassis des Accent WRC werden weiterhin einzelne bei ausgewählten nationalen Rallyes von Privatteams eingesetzt. So gelangen verschiedenen Accent WRC seit 2001 bis zuletzt 2015 insgesamt 101 Gesamtsiege bei diversen Rallyeveranstaltungen abseits der Weltmeisterschaft.
Das Fahrzeug ist in den Videospielen Richard Burns Rally, V-Rally 3 sowie in mehreren Titeln der Spieleserien Gran Turismo und World Rally Championship enthalten.

## MC (2006–2012)
| Sonstige Messwerte  | Sonstige Messwerte            |
| ------------------- | ----------------------------- |
| CO2-Emission:       | 120–169 g/km                  |
| Euro NCAP-Crashtest | nicht getestet, siehe Kia Rio |
| US NCAP-Crashtest   | [ 23 ]                        |

Auf dem Genfer Automobilsalon 2006 wurde das Serienfahrzeug der dritten Accent-Generation mit dem internen Kürzel MC vorgestellt.
Der als Dreitürer und nicht in allen Ländern als Stufenheck-Limousine erhältliche Wagen wurde gemeinsam mit Kia Motors entwickelt und basiert technisch auf einer gemeinsamen Plattform mit dem Rio. Mit Abmessungen um 4 bis 4,3 Metern ist diese Generation zwischen dem Kleinwagen Getz und dem Kompaktfahrzeug i30 positioniert, womit es sich wieder nicht eindeutig der einen oder anderen Fahrzeugklasse zuordnen lässt.
Nach Europa kam der Accent MC aus zwei verschiedenen Werken. Das Schrägheck wurde aus Ulsan (Südkorea) importiert, während das Stufenheck aus dem Hyundai-Werk Izmit in der Türkei geliefert wurde. Nordamerika wird vollständig aus Ulsan beliefert.
Für den chinesischen Markt produziert Beijing Hyundai in der dortigen Hauptstadt. Das mexikanische Dodge-Werk in Chihuahua produziert den Accent unter Lizenz als Dodge Attitude. In anderen Ländern ist der Accent auch als Hyundai Verna bekannt.

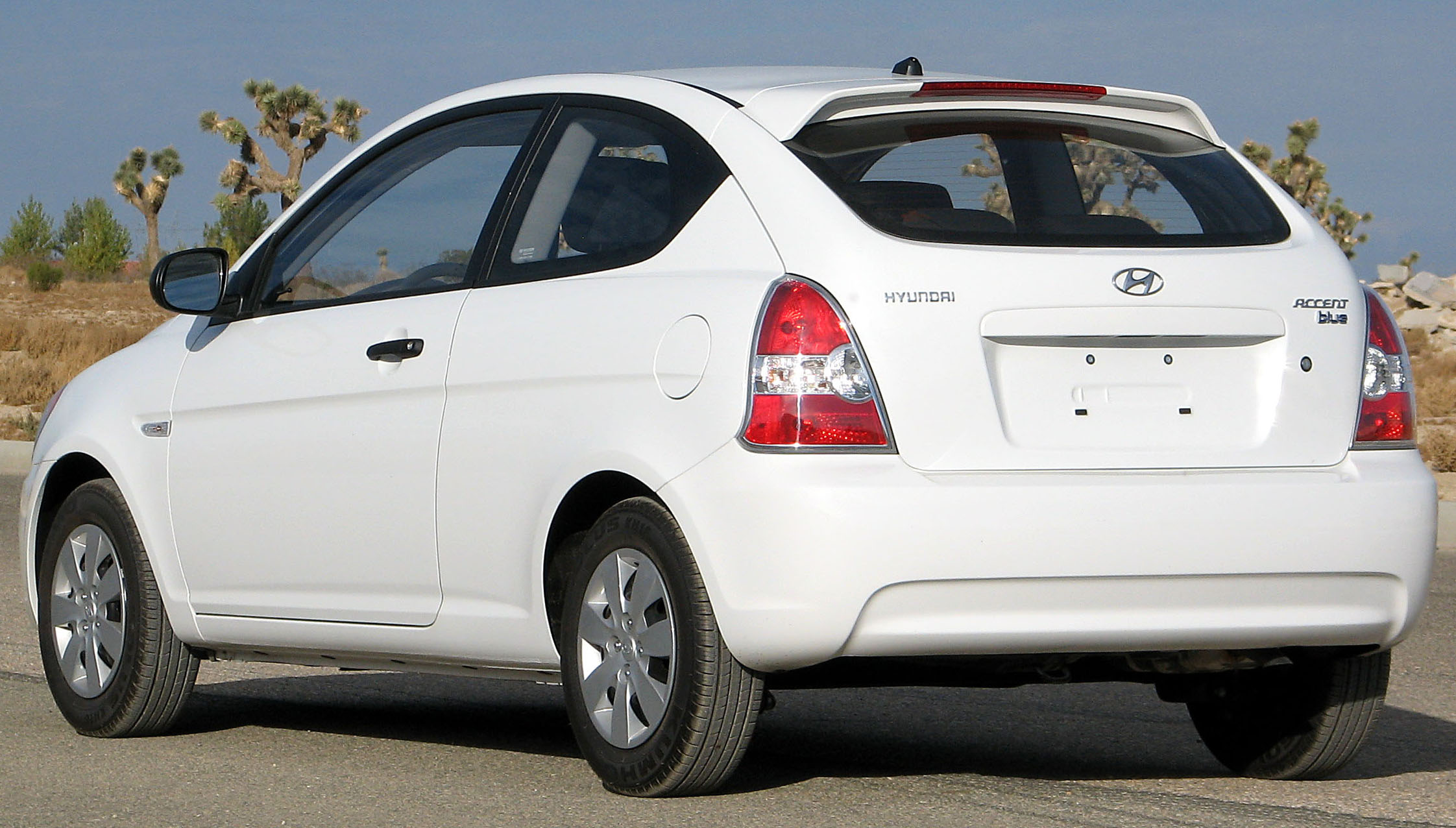
Heckansicht
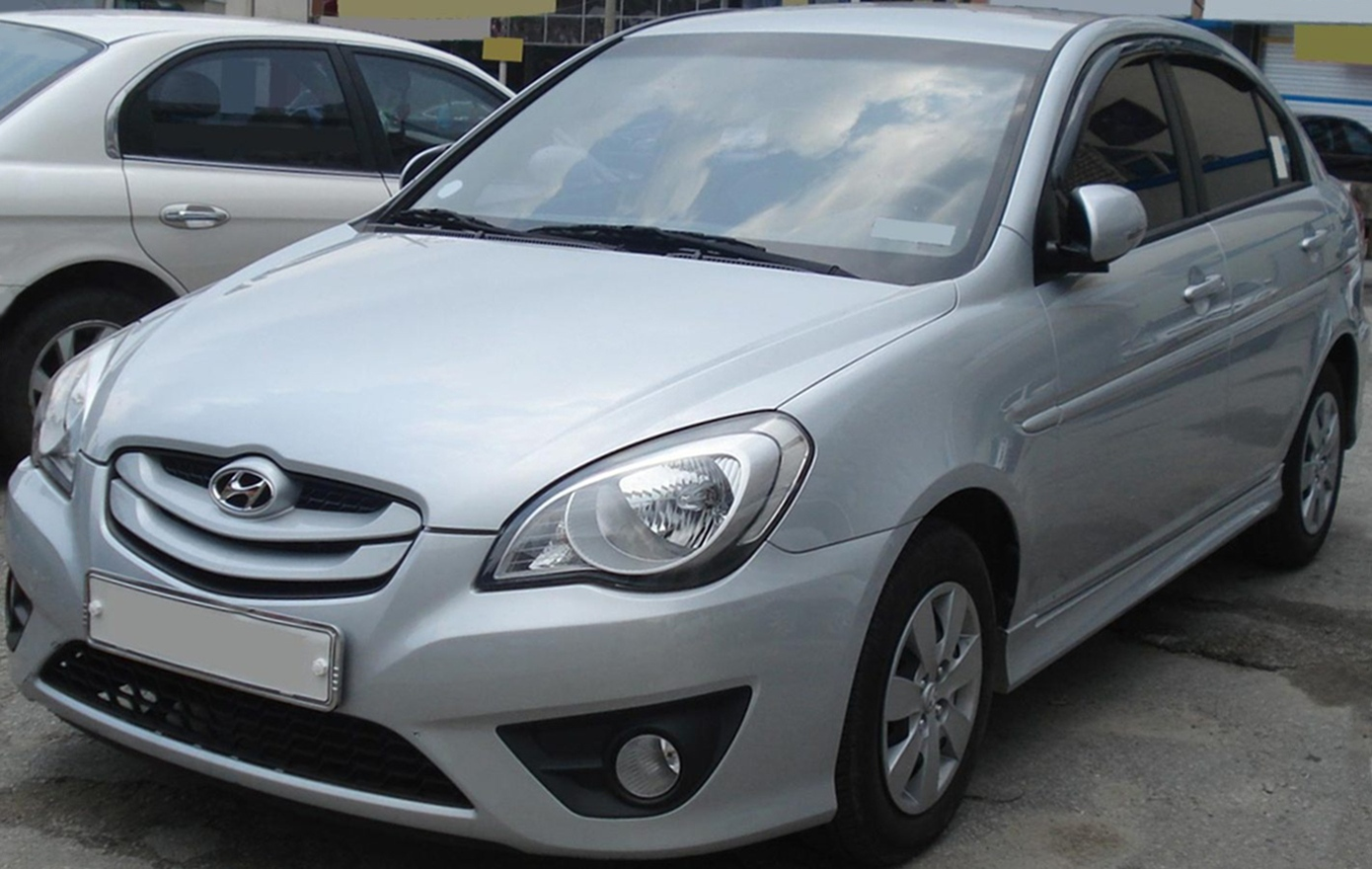
Hyundai Accent Stufenheck (2010–2012)
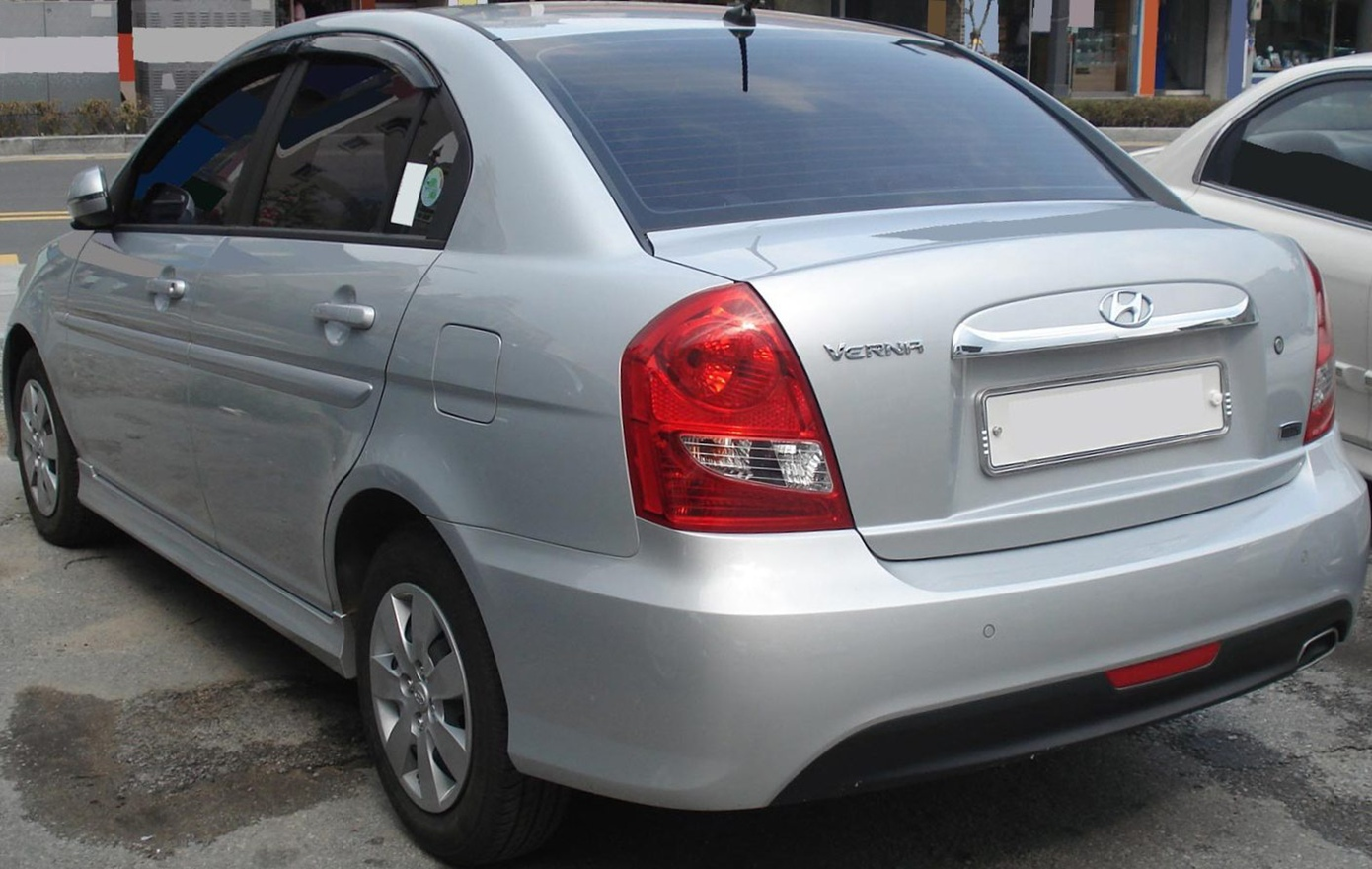
Heckansicht

Mitte 2010 wurde der Accent für bestimmte Märkte wie China und Indien einer leichten Modellpflege unterzogen. Dies betraf die Schürzen, den Heck- sowie Frontbereich. Wie zuvor ist er als Schräg- und Stufenheckversion erhältlich. 2012 wurde er auch in diesen Ländern durch die anderorts bereits seit 2010 vertriebene neuere Generation ersetzt.

### Accent SR

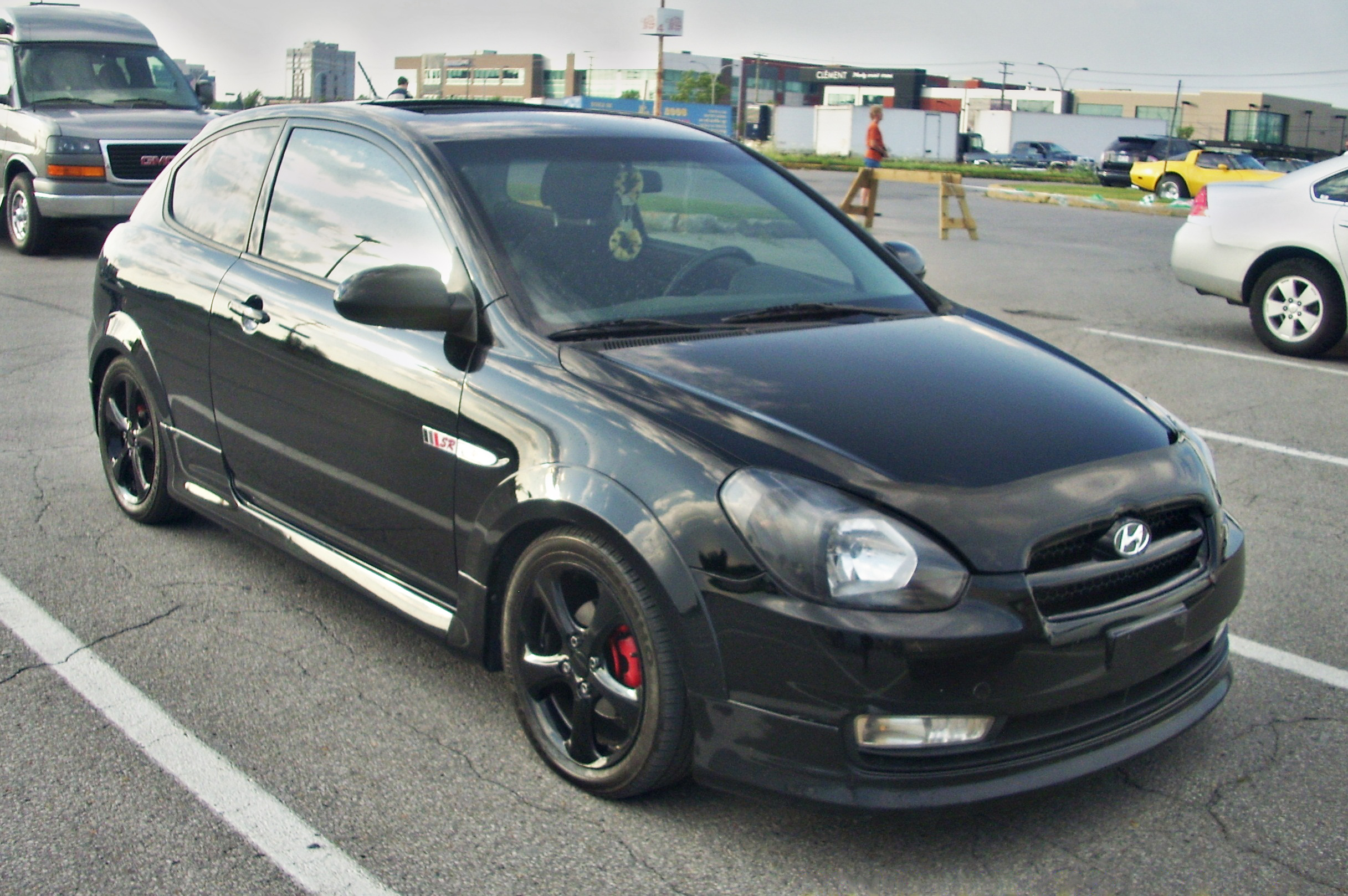
Hyundai Accent SR (Serienversion)

Das Design des Dreitürers mit Schrägheck war am Konzeptfahrzeug Hyundai Accent SR orientiert, das auf der IAA 2005 vorgestellt worden war. Die Studie wurde im koreanischen Designzentrum in Namyang entworfen und hat außer sportlichen Elementen wie Spoilern und 18-Zoll-Rädern mit Reifendruckkontrolle eine tiefergelegte Karosserie und einen Doppelrohrauspuff, dazu ein Elektronisches Stabilitätsprogramm (ESP), eine elektrische Servolenkung, Ledersitze, und ein umfangreiches Airbagsystem. Angetrieben wird die Studie von einem 2,0-Liter-Turbo-Ottomotor.
Später wurde die Bezeichnung Accent SR für eine sportlich ausgelegte Ausstattungsvariante des Serienmodells verwendet.

### Ausstattung
Das Serienmodell wurde bis Herbst 2009 in Europa als „Lückenfüller“ für den 2006 von diesem Markt genommenen Hyundai Elantra angeboten. Es sollte die Zeit bis zum Erscheinen des Hyundai i30 überbrücken. Ein direktes Nachfolgemodell gibt es hier nicht, weiterhin angeboten wird dafür aber der technisch nahezu baugleiche Kia Rio. Der Accent bot aktive Kopfstützen vorn, ABS und sechs Airbags serienmäßig. Zur Basisausstattung GL, die nur in Verbindung mit dem 1,4-Liter-Motor erhältlich war, gehörte zudem eine Klimaanlage, elektrische Fensterheber und Außenspiegel sowie Nebelscheinwerfer und eine Zentralverriegelung. Bei der höherwertigen GLS-Ausstattung kamen ein Bordcomputer (Anzeige von Außentemperatur, Durchschnittsverbrauch, Reichweite und Tageskilometern), eine hintere Mittelarmlehne und eine Fernbedienung für die Zentralverriegelung dazu. Optional war ein ESP mit Traktionskontrolle, ein Glasschiebedach, das Automatikgetriebe oder ein Comfort-Paket lieferbar. Letzteres beinhaltete unter anderem eine Klimaautomatik, Lederbedienelemente, eine Armlehne vorne und Metalldekor an der Mittelkonsole. Das Kofferraumvolumen beträgt unabhängig von der Ausstattung als Dreitürer 270 bis 1100 Liter und als Stufenheck 390 Liter.

### Zuverlässigkeit
Nach anfänglichen Problemen mit der Automatik (Modelljahr 2006), erreichte die Zuverlässigkeit des Antriebsstrangs ein durchschnittliches Niveau. Abgefragt wurden hier neben Motor- und Getriebeproblemen alle unnormalen Geräusche des Antriebs sowie das Ziehen in eine Richtung während Fahrt und Bremsmanövern. Grund für Beschwerden war im Modelljahr 2007 der 1,6-L-Motor mit einem manchmal unrunden Leerlauf in der Kaltstartphase, der durch Softwareupdates behoben wurde. Manche Fahrer bemängelten ein knarrendes Kupplungsgeräusch (bis Baujahr 2009), das durch Einbau eines verbesserten Ausrückhebel-Gelenks und dessen Neuabschmierung behoben wird. Mitunter erzeugten auch lose Staubkappen am Stoßdämpfer durch dessen Bewegung sporadisch klackernde Geräusche, die durch Neuankleben oder Austausch der Kappen behoben wurden. Die Haltbarkeit von Lack und Innenraum in Bezug auf Knistern und lose werdende Teile wurde von den Fahrern als überdurchschnittlich, die Zuverlässigkeit der Bordelektronik als eine der besten im Markt bewertet.

### Motoren
Das Motorenangebot umfasst weiterhin zwei Ottomotoren und einen Common-Rail-Dieselmotor ohne Partikelfilter, die durchweg die Euro 4-Norm erfüllen und an die beiden Ausstattungsversionen gebunden waren:
| Modell        | Hubraum  | Leistung                      | Max. Drehmoment            | Verbrauch (l/100 km) | Getriebe                            | Bauzeit         |
| ------------- | -------- | ----------------------------- | -------------------------- | -------------------- | ----------------------------------- | --------------- |
| Ottomotoren   |          |                               |                            |                      |                                     |                 |
| 1.4 GL        | 1399 cm³ | 71 kW (97 PS) bei 6000 min−1  | 125 Nm bei 4700 min−1      | 6,2 l 7,1 l          | 5-Gang-Schaltung 4-Stufen-Automatik | 06/2006–11/2008 |
| 1.6 GLS       | 1599 cm³ | 82 kW (112 PS) bei 6000 min−1 | 146 Nm bei 4500 min−1      | 6,4 l 7,0 l          | 5-Gang-Schaltung 4-Stufen-Automatik | 06/2006–11/2008 |
| Dieselmotoren |          |                               |                            |                      |                                     |                 |
| 1.5 CRDi GLS  | 1493 cm³ | 81 kW (110 PS) bei 4000 min−1 | 235 Nm bei 1900–2750 min−1 | 4,6 l                | 5-Gang-Schaltung                    | 06/2006–11/2008 |

## RB (2010–2017)
Im November 2010 begann in Korea der Verkauf der vierten Accent-Generation. Das Modell greift die Fluidic Sculpture-Designsprache des Sonata YF auf und ist wie die Vorgänger als Schräg- und Stufenheck erhältlich. In China ist parallel der Hyundai Verna (RC) erschienen, ein fast baugleiches Fahrzeug mit dezenterem Frontdesign, das laut Hersteller exklusiv für diesen Markt entwickelt wurde.
Die vierte Generation wiegt über 100 kg weniger und teilt sich die neue Plattform wieder mit dem Kia Rio, der im Gegensatz zum Accent auch in Europa erhältlich ist. In Russland wird das Fahrzeug als Solaris produziert und verkauft.
Neu kam mit dieser Plattformgeneration ein sportlicher Ableger – der Hyundai Veloster – hinzu, wovon das Fahrwerk profitiert, das im Vergleich zum Elantra gelobt wird.

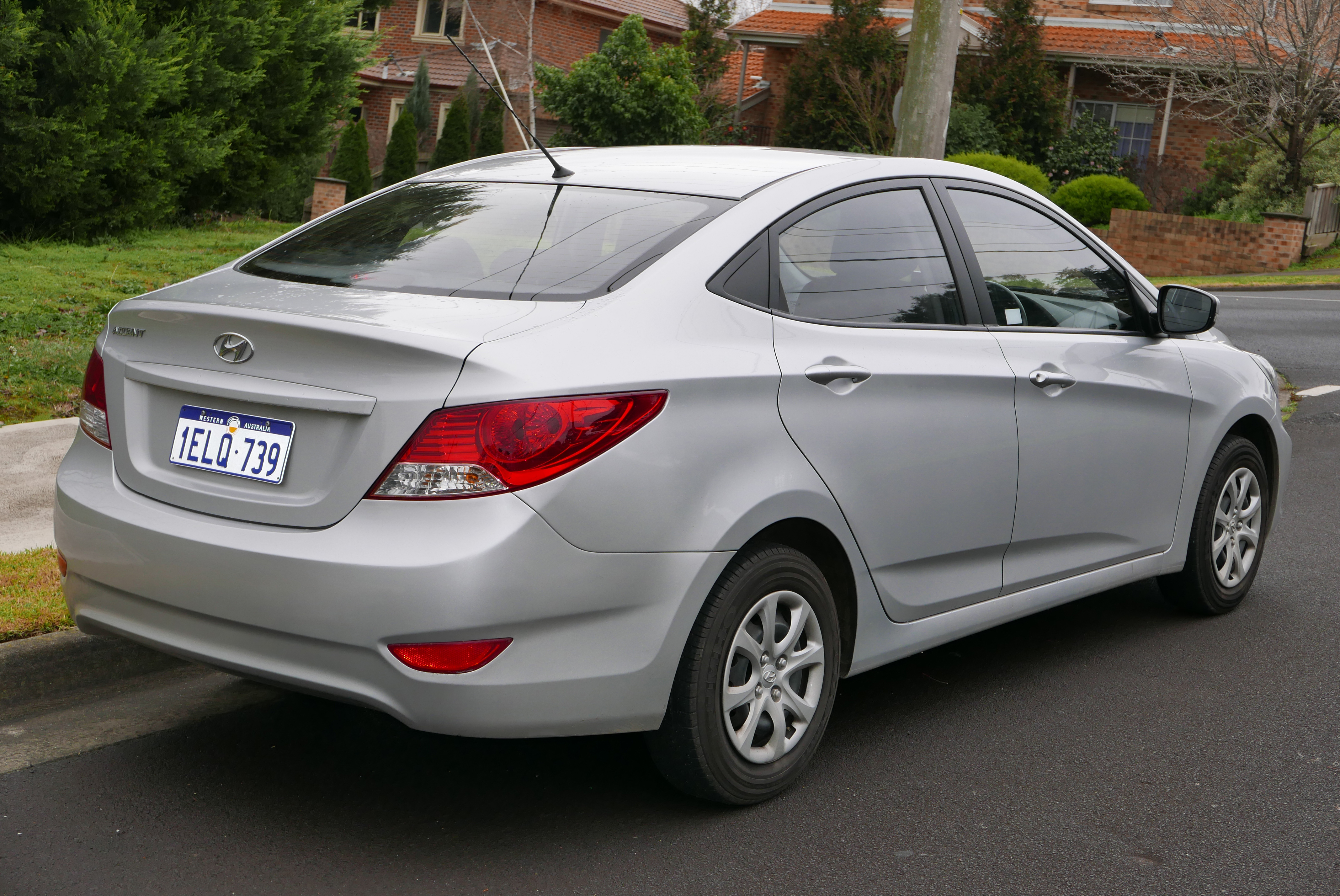
Heck des Accent Stufenheck
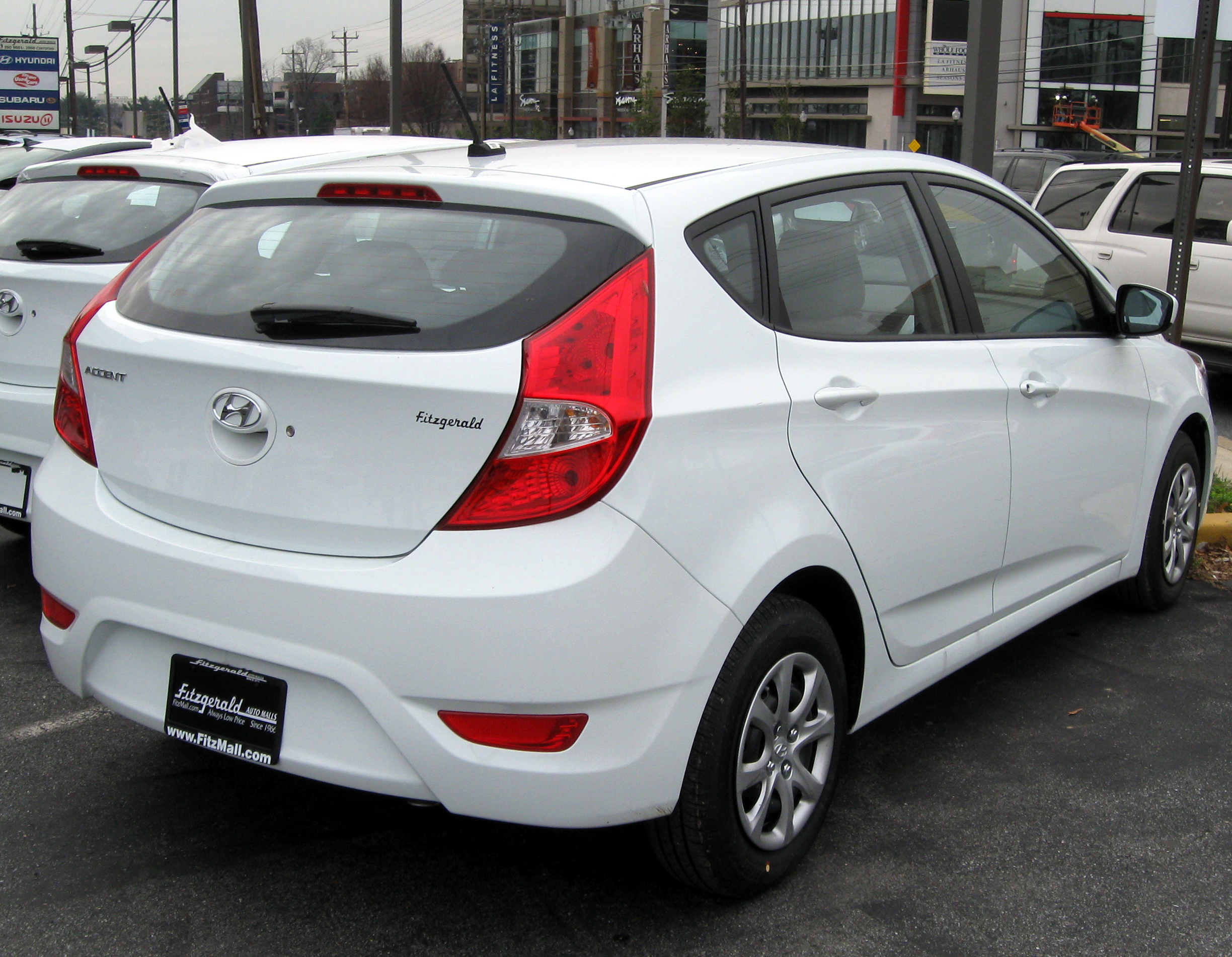
Hyundai Accent Schrägheck (2010–2017)

Das Ausstattungsangebot umfasst nun erstmals Parksensoren sowie ein schlüsselloses Zugangssystem, das die Türen beim Annähern an das Fahrzeug öffnet.

### Motoren
Das Motorenangebot umfasst vier Ottomotoren und zwei Common-Rail-Dieselmotor, wobei die Verfügbarkeit der einzelnen Triebwerke je nach Land variieren kann.
| Modell        | Zylinder | Hubraum  | Leistung                       | Max. Drehmoment                                         | Getriebe                                | Höchstgeschwindigkeit       | 0–100           | Verbrauch                   | Bauzeit   |
| ------------- | -------- | -------- | ------------------------------ | ------------------------------------------------------- | --------------------------------------- | --------------------------- | --------------- | --------------------------- | --------- |
| Ottomotoren   |          |          |                                |                                                         |                                         |                             |                 |                             |           |
| 1.4           | R4       | 1368 cm³ | 74 kW (100 PS) bei 6000 min−1  | 133 Nm bei 4000 min−1                                   | 6-Gang-Schaltung (Stufenloses Getriebe) | 190 km/h (183 km/h)         | 11,8 s (12,2 s) | 5,9 l/100 km (6,4 l/100 km) | 2010–2017 |
| 1.4           | R4       | 1368 cm³ | 79 kW (107 PS) bei 6300 min−1  | 135 Nm bei 5000 min−1                                   | 5-Gang-Schaltung (4-Stufen-Automatik)   | 185–190 km/h (170–175 km/h) | 11,5 s (13,2 s) | 5,9 l/100 km (6,4 l/100 km) | 2010–2017 |
| 1.6           | R4       | 1591 cm³ | 90 kW (123 PS) bei 6300 min−1  | 155 Nm bei 4200 min−1                                   | 6-Gang-Schaltung (6-Stufen-Automatik)   | 190 km/h (185 km/h)         | 10,3 s (11,3 s) | 6,1 l/100 km (6,5 l/100 km) | 2010–2017 |
| 1.6 GDI       | R4       | 1591 cm³ | 103 kW (140 PS) bei 6300 min−1 | 165 Nm bei 4850 min−1                                   | 6-Gang-Schaltung (5-Stufen-Automatik)   |                             |                 | 5,5 l/100 km (5,9 l/100 km) | 2010–2017 |
| Dieselmotoren |          |          |                                |                                                         |                                         |                             |                 |                             |           |
| 1.6 CRDi      | R4       | 1582 cm³ | 94 (128 PS) bei 4000 min−1     | 260 Nm bei 1900–2750 min−1                              | 6-Gang-Schaltung (5-Stufen-Automatik)   |                             |                 | 4,2 l/100 km 5,0 l/100 km   | 2010–2017 |
| 1.6 CRDi      | R4       | 1582 cm³ | 100 (136 PS) bei 4000 min−1    | 260 Nm bei 1500–3500 min−1 (260 Nm bei 1500–3500 min−1) | 6-Gang-Schaltung (7-Stufen-Automatik)   | 190 km/h                    | 10,1 s (10,0 s) | 4,2 l/100 km 5,0 l/100 km   | 2010–2017 |

## YC (seit 2017)

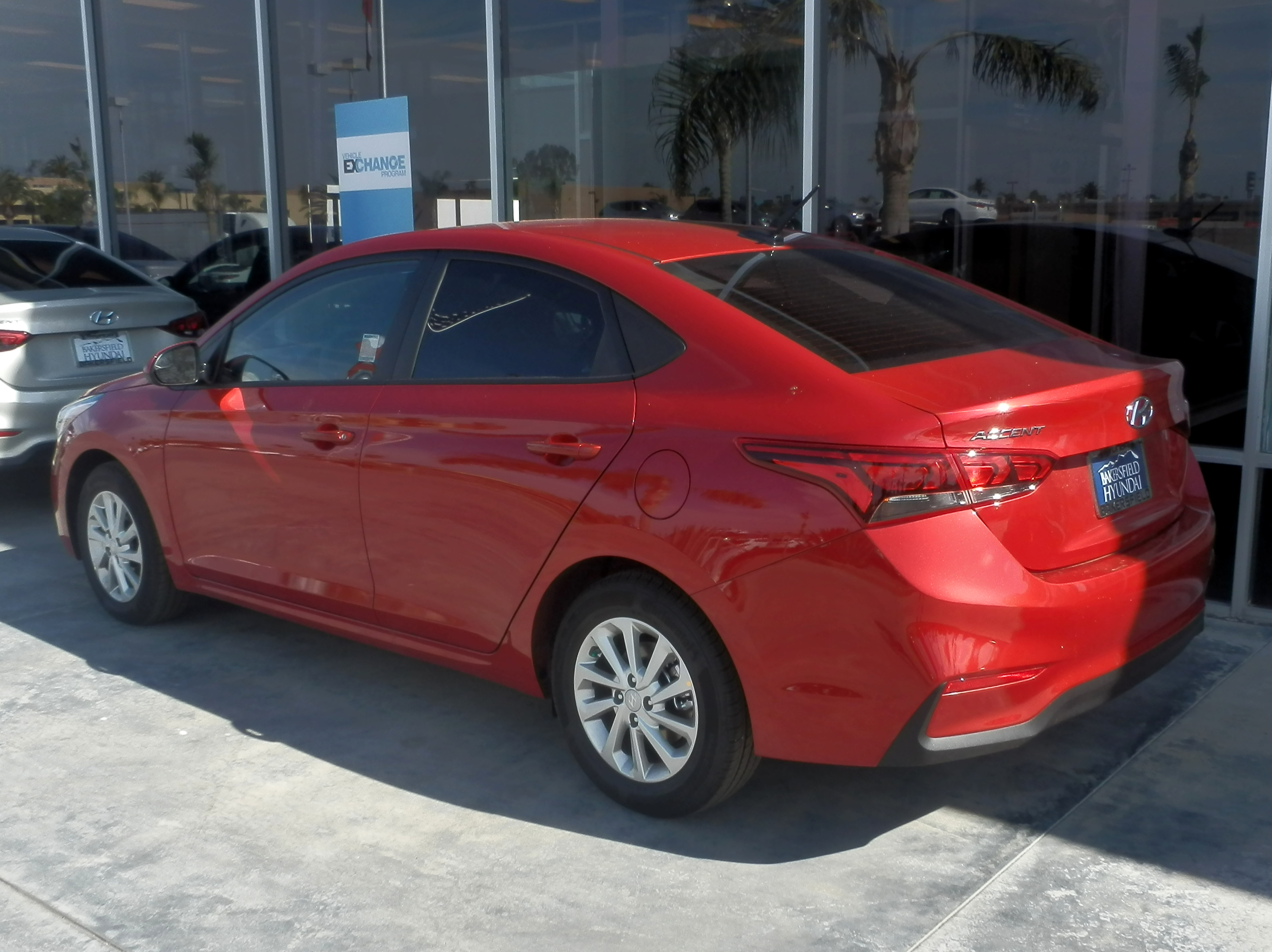
Heckansicht

Die fünfte Generation des Accent wurde im Februar 2017 im Rahmen der Toronto Auto Show als Limousine vorgestellt. Im Laufe des Jahres 2017 wurde die Limousine eingeführt. In Deutschland wird das Fahrzeug nicht verkauft, in Russland wurde es zunächst wieder als Hyundai Solaris vermarktet. Im Frühjahr 2022 wurde dann in Folge des russischen Überfalls auf die Ukraine die Produktion in Russland eingestellt. Im Januar 2024 übernahm dann das russische Unternehmen Art-Finance die Produktionsanlagen in Sankt Petersburg. Fahrzeuge der Baureihen Hyundai Solaris, Hyundai Creta und Kia Rio werden fortan unter der neu eingeführten Marke Solaris angeboten. Der Hyundai Solaris wird dadurch als Solaris HS gebaut und vermarktet.

### Technische Daten
| Kenngrößen                                  | 1.4 MPI D-CVVT 1            | 1.6 MPI D-CVVT 1            | 1.6 GDI 2                   | 1.6 CRDi                     |
| Bauzeitraum                                 | seit 08/2017                | seit 08/2017                | 08/2017–12/2022             | 01/2018–12/2022              |
| Motorkenndaten                              |                             |                             |                             |                              |
| Motortyp                                    | R4-Ottomotor                | R4-Ottomotor                | R4-Ottomotor                | R4-Dieselmotor               |
| Hubraum                                     | 1368 cm³                    | 1591 cm³                    | 1591 cm³                    | 1582 cm³                     |
| Verdichtungsverhältnis                      | 10,5 : 1                    | 10,5 : 1                    | 11,0 : 1                    |                              |
| max. Leistung                               | 73 kW (100 PS) bei 6000/min | 90 kW (123 PS) bei 6300/min | 97 kW (132 PS) bei 6300/min | 100 kW (136 PS) bei 4000/min |
| max. Drehmoment                             | 132 Nm bei 4000/min         | 151 Nm bei 4850/min         | 161 Nm bei 4850/min         | 260 Nm bei 1500–3500/min     |
| Kraftübertragung                            |                             |                             |                             |                              |
| Antrieb, serienmäßig                        | Vorderradantrieb            | Vorderradantrieb            | Vorderradantrieb            | Vorderradantrieb             |
| Getriebe, serienmäßig                       | 6-Gang-Schaltgetriebe       | 6-Gang-Schaltgetriebe       | 6-Gang-Schaltgetriebe       | 6-Gang-Schaltgetriebe        |
| Getriebe, optional                          | [6-Gang-Automatikgetriebe]  | [6-Gang-Automatikgetriebe]  | [6-Gang-Automatikgetriebe]  | [4-Gang-Automatikgetriebe]   |
| Messwerte                                   |                             |                             |                             |                              |
| Höchstgeschwindigkeit                       | 185 km/h [183 km/h]         | 193 km/h [192 km/h]         | 196 km/h [194 km/h]         | 190 km/h                     |
| Beschleunigung, 0–100 km/h                  | 12,2 s [12,9 s]             | 10,3 s [11,2 s]             | 10,1 s [10,5 s]             | 10,1 s [10,7 s]              |
| Kraftstoffverbrauch auf 100 km (kombiniert) | 5,7 l Super [6,4 l Super]   | 6,0 l Super [6,6 l Super]   | 6,1 l Super [6,6 l Super]   | 4,4 l Diesel [5,7 l Diesel]  |
| CO2-Emission (kombiniert)                   | 133 g/km [149 g/km]         | 140 g/km [153 g/km]         | 145 g/km [158 g/km]         | 119 g/km [149 g/km]          |
| Tankinhalt                                  | 50 l                        | 50 l                        | 45 l                        |                              |

## BN7 (seit 2023)

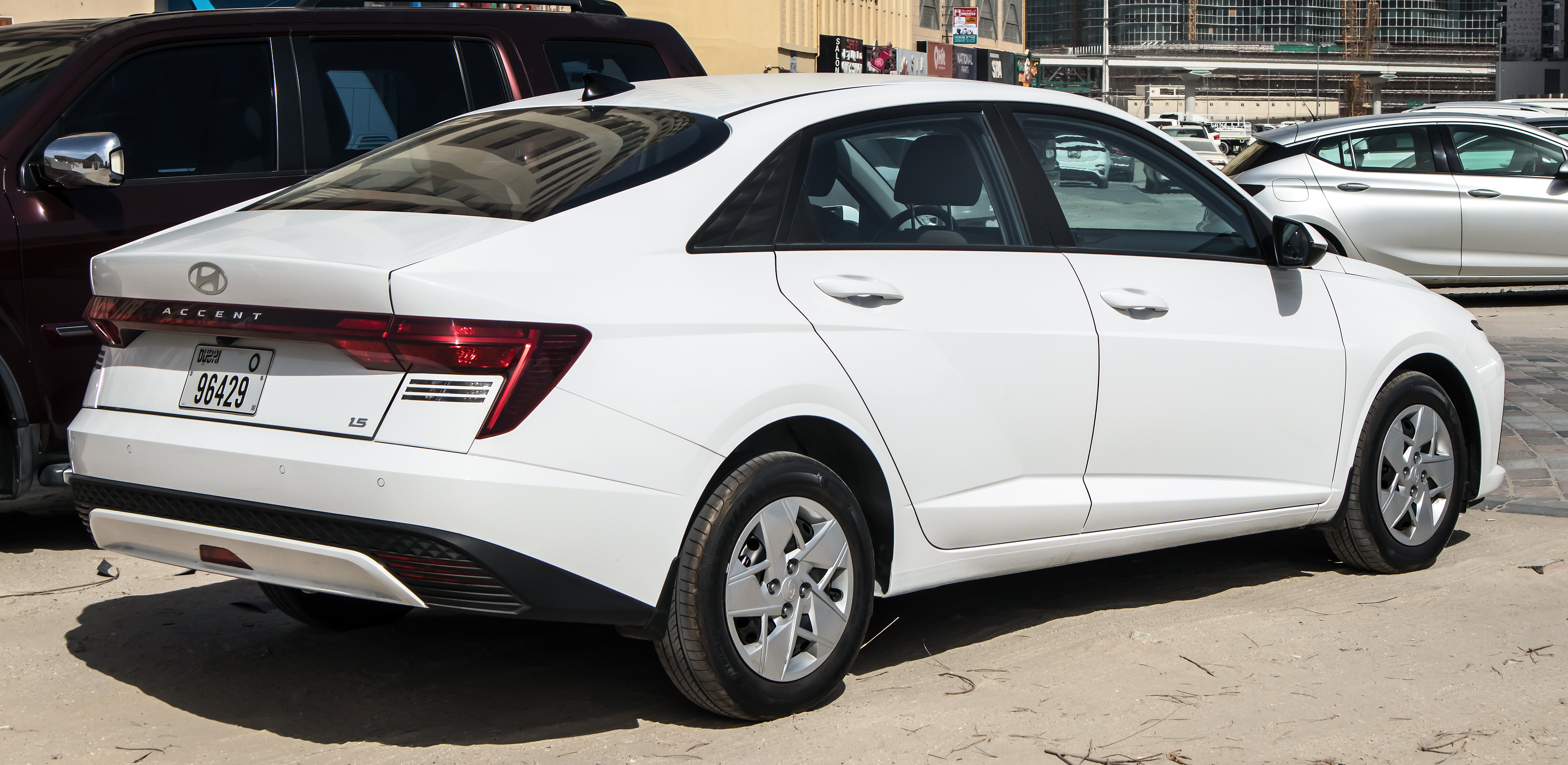
Heckansicht

Die sechste Generation des Accent wurde im Februar 2023 als Limousine vorgestellt. Im Laufe des Jahres 2023 wurde die Limousine unter anderem in einigen asiatischen Märkten eingeführt. In Deutschland wird das Fahrzeug nicht verkauft. In Indien wird das Modell unter der Bezeichnung Verna angeboten. In Nordamerika wird die sechste Generation des Accent nicht mehr angeboten.